# Louis Latour
Pour les articles homonymes, voir Latour.
La Maison Louis Latour, négociant-éleveur de vins blancs et rouges en Bourgogne, France, a été créée en 1797. Elle met un point d'honneur à rester indépendante et familiale. Chacune des générations a œuvré à la préservation de ce patrimoine avec un esprit visionnaire et ambitieux. La Maison Louis Latour représente la plus grande propriété de Grands Crus en Côte-d'Or avec un total de 28,63 hectares (71,58 acres).

## Histoire

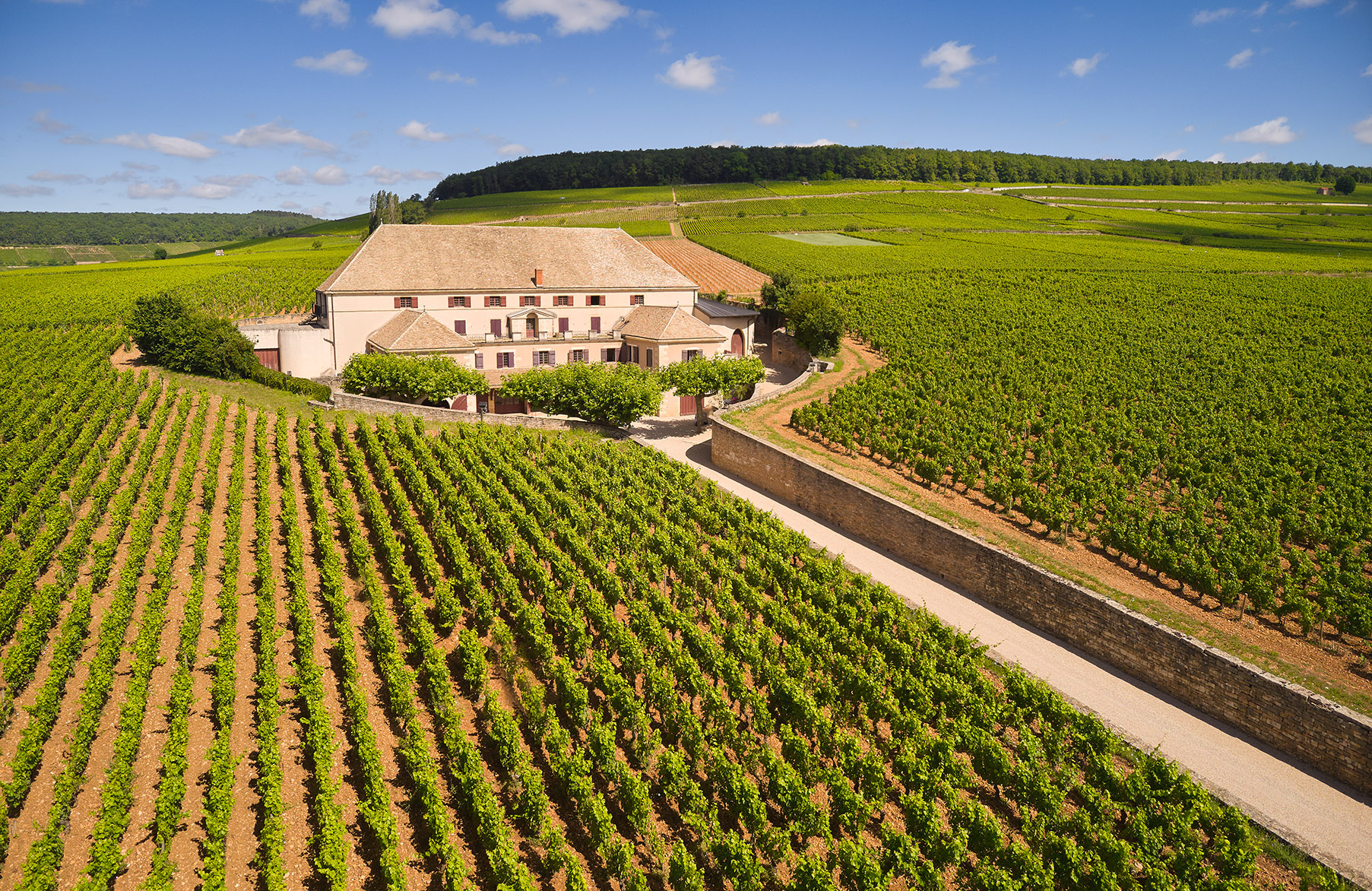
Cuverie Corton Grancey, Louis Latour, Aloxe-Corton

Les origines de la Maison Latour en Bourgogne remontent à 1797. La famille Latour, traditionnellement une famille de tonneliers, est viticultrice à Aloxe-Corton au XVIIe siècle et a par la suite constitué un Domaine de 50 hectares au total. Dans le village d’Aloxe-Corton, la famille possède également le château et la cuverie Corton Grancey. Datant de 1834, cette cuverie est à l’époque le seul bâtiment de ce type construit pour un usage vinicole.
En 1997, année de célébration de son bicentenaire, la maison Louis Latour est admise dans le cercle très fermé des Hénokiens. Ce club regroupe des sociétés de tous les continents, restées familiales depuis 200 ans ou plus et portant toujours le nom de leur fondateur,.

## Bourgogne

### Viticulture

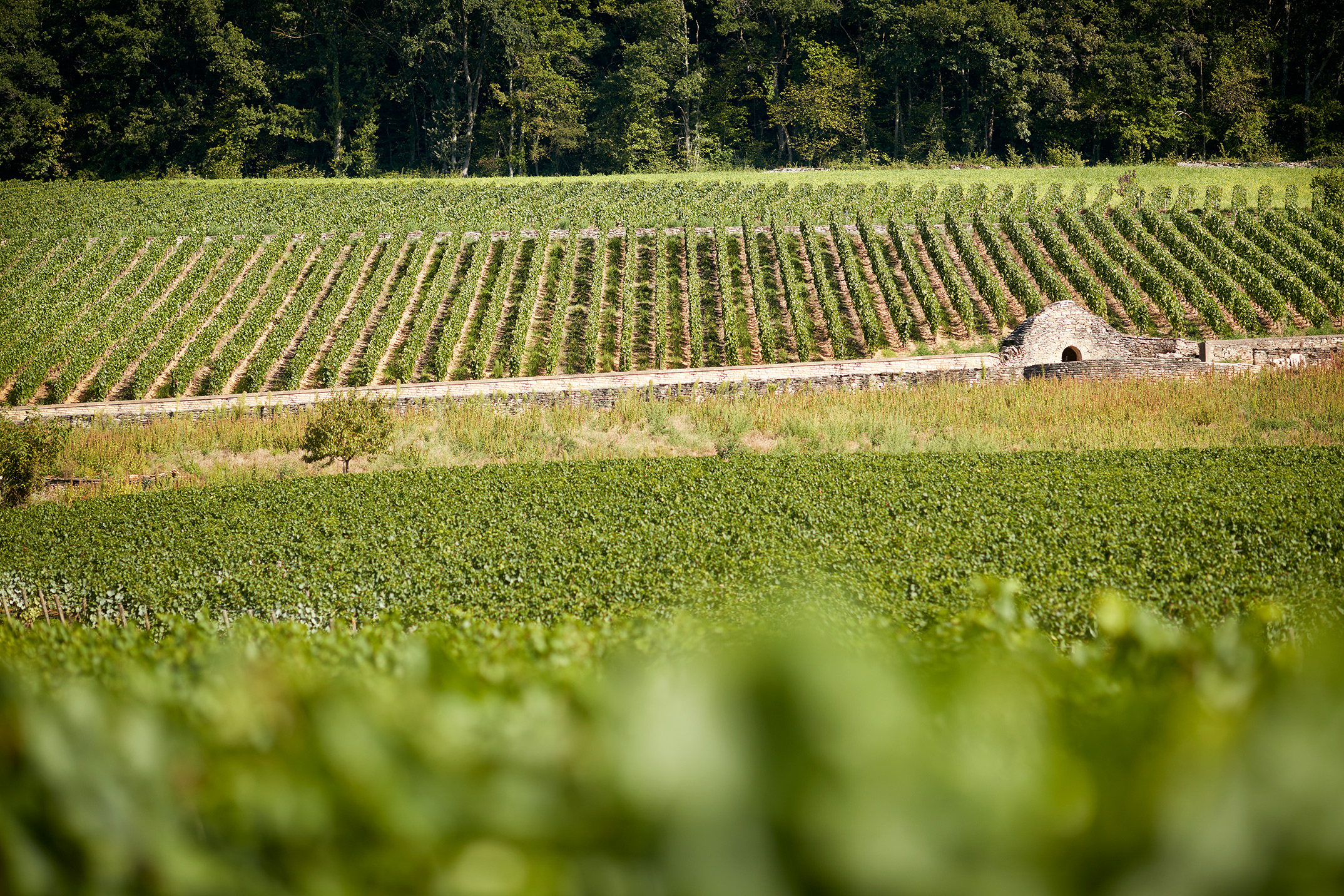
Colline de Corton, Aloxe-Corton

La majorité des vignes du Domaine Louis Latour se trouvent à Aloxe-Corton (33 hectares). Dans ce village, le domaine possède 10,5 hectares du Grand Cru Corton-Charlemagne, et plusieurs hectares de Corton rouge Grand Cru, avec les lieux-dits suivants :
- Corton « Clos de la Vigne au Saint »
- Corton « Bressandes »
- Corton « Chaumes »
- Corton « Pougets »
- Corton « Perrières »
- Corton « Clos du Roi »
- Corton « Grèves »

Le Domaine se compose, par ailleurs, de Grands Crus en Chambertin « Cuvée Héritiers Latour », en Romanée-Saint-Vivant « Les Quatre Journaux » et en Chevalier-Montrachet « Les Demoiselles ». Il est également propriétaire de Premiers Crus notamment à Beaune « Aux Cras » et  « Vignes Franches », à Pernand-Vergelesses « En Caradeux » et à Pommard « Epenots »

### Vinification

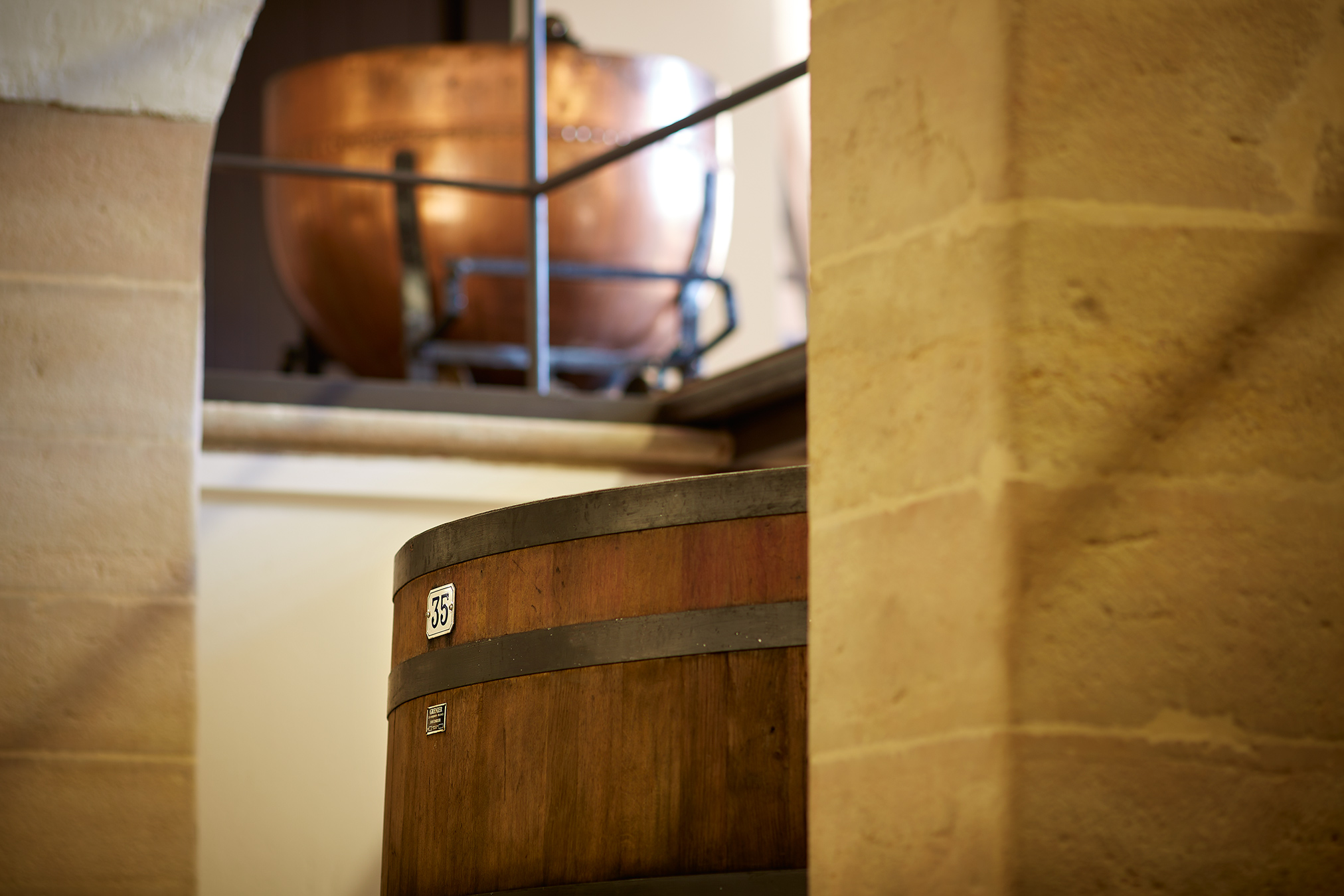
Cuverie Corton Grancey, Louis Latour, foudre et chariot de cuivre

Sur 5 niveaux, au pied de la colline de Corton, la cuverie Corton Grancey possède un système de monte-charge et de rails qui permettent de réaliser le processus complet de vinification par gravité. Les caves, enchâssées dans la roche des Cortons « Perrières », offrent des conditions idéales pour l’élevage et le vieillissement des vins.
Chaque année, les vins marqués par le terroir et le climat bourguignons, sont vinifiés avec le respect de la nature et de la tradition. Les vendanges ont normalement lieu mi-septembre, la date variant en fonction de la maturité et de l’état sanitaire des raisins. Tous les raisins du Domaine sont vendangés à la main, le plus tard possible. Pour la Maison Latour, le travail effectué dans les vignes compte pour 80 % de la qualité finale du vin.
Les vins rouges sont vinifiés et élevés dans la cuverie de Corton Grancey avec la technique traditionnelle bourguignonne. Les raisins sont triés et mis dans des cuves en chêne traditionnelles pour une courte fermentation alcoolique. Une fois la fermentation terminée, le vin de goutte est récupéré par gravité. Les pellicules et les pépins restant dans la cuve sont emmenés dans des pressoirs pneumatiques pour en extraire le vin de presse qui sera ensuite assemblé avec le jus de goutte. Le vin restera approximativement 12 mois en fût de chêne où il subira plusieurs soutirages afin de le séparer des dépôts en suspension. Une fois le vin mis en bouteille, il sera conservé quelques mois de plus en cave avant d’être mis en vente.
La vinification des vins blancs diffère de celle des vins rouges dans la mesure où les raisins vendangés sont directement emmenés aux pressoirs. Le moût, subit alors une rapide fermentation dans des cuves inox qui se termine dans des fûts de chêne, où le vin sera élevé pendant 12 mois. Le vin sera soutiré avant l’assemblage final.

### Tonnellerie

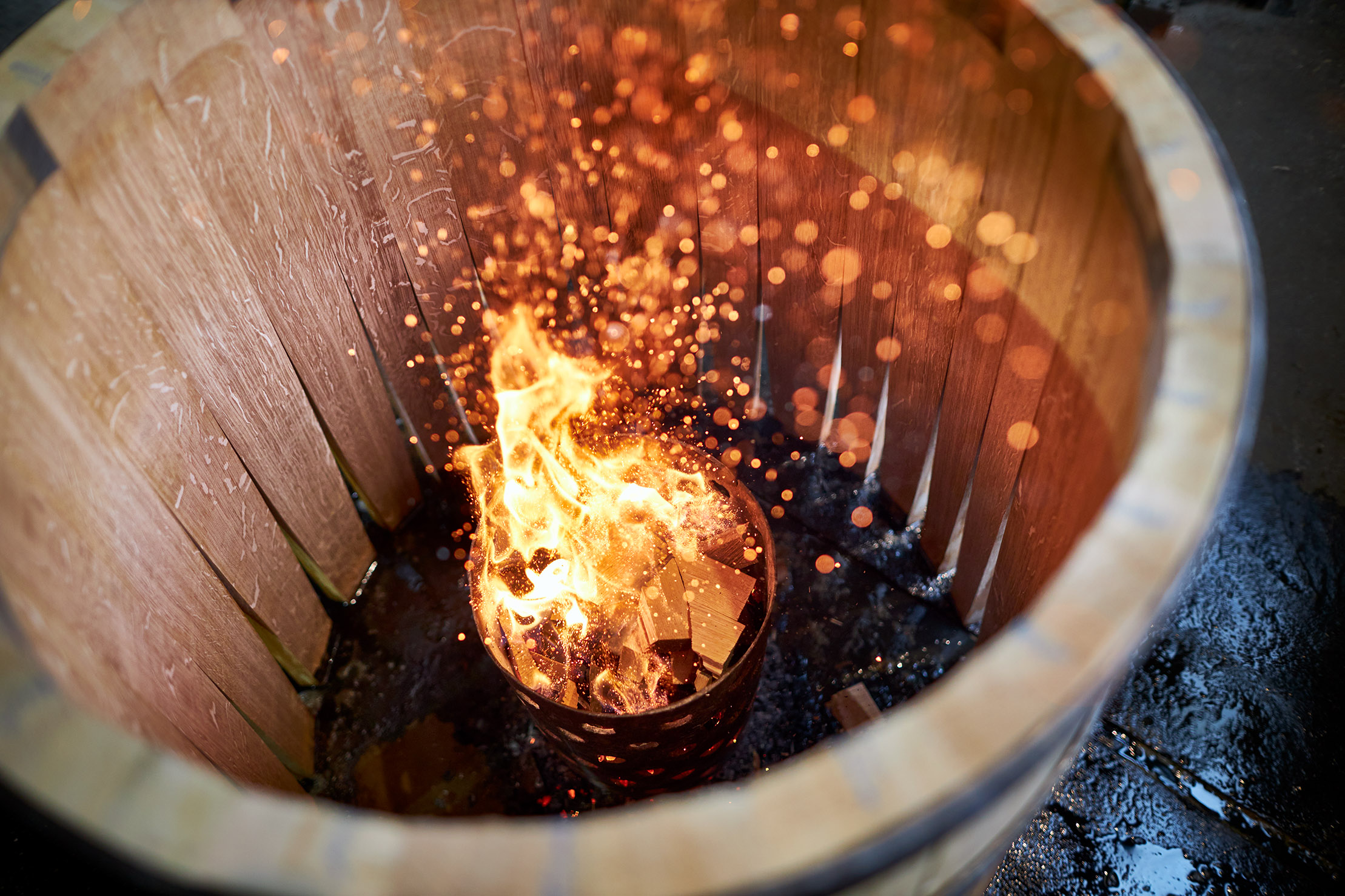
La chauffe, Tonnellerie Louis Latour

Activité historique, La Maison Louis Latour possède sa propre tonnellerie. Le chêne, provenant des forêts du nord de la France, vieillit à l'air libre pendant plus de deux ans. Puis, les maîtres tonneliers façonnent le bois à la main selon des techniques et des savoirs-faire traditionnels. Chacun des fûts est une pièce d'artisanat. Les vins de la Maison Louis Latour sont élevés dans ces fûts qui subissent une chauffe moyenne et sont marqués de l'année de fabrication. Ainsi, les œnologues de la Maison peuvent choisir pour chaque vin une proportion de fûts neufs ou déjà avinés et avoir une idée précise des échanges de matières qui se produiront.
La Tonnellerie Louis Latour produit environ 3 500 fûts par an, dont la moitié est utilisée pour l'élevage de ses vins, le reste étant exporté à travers le monde à destination des plus prestigieux producteurs de Pinot Noir et de Chardonnay.

### Cuvées

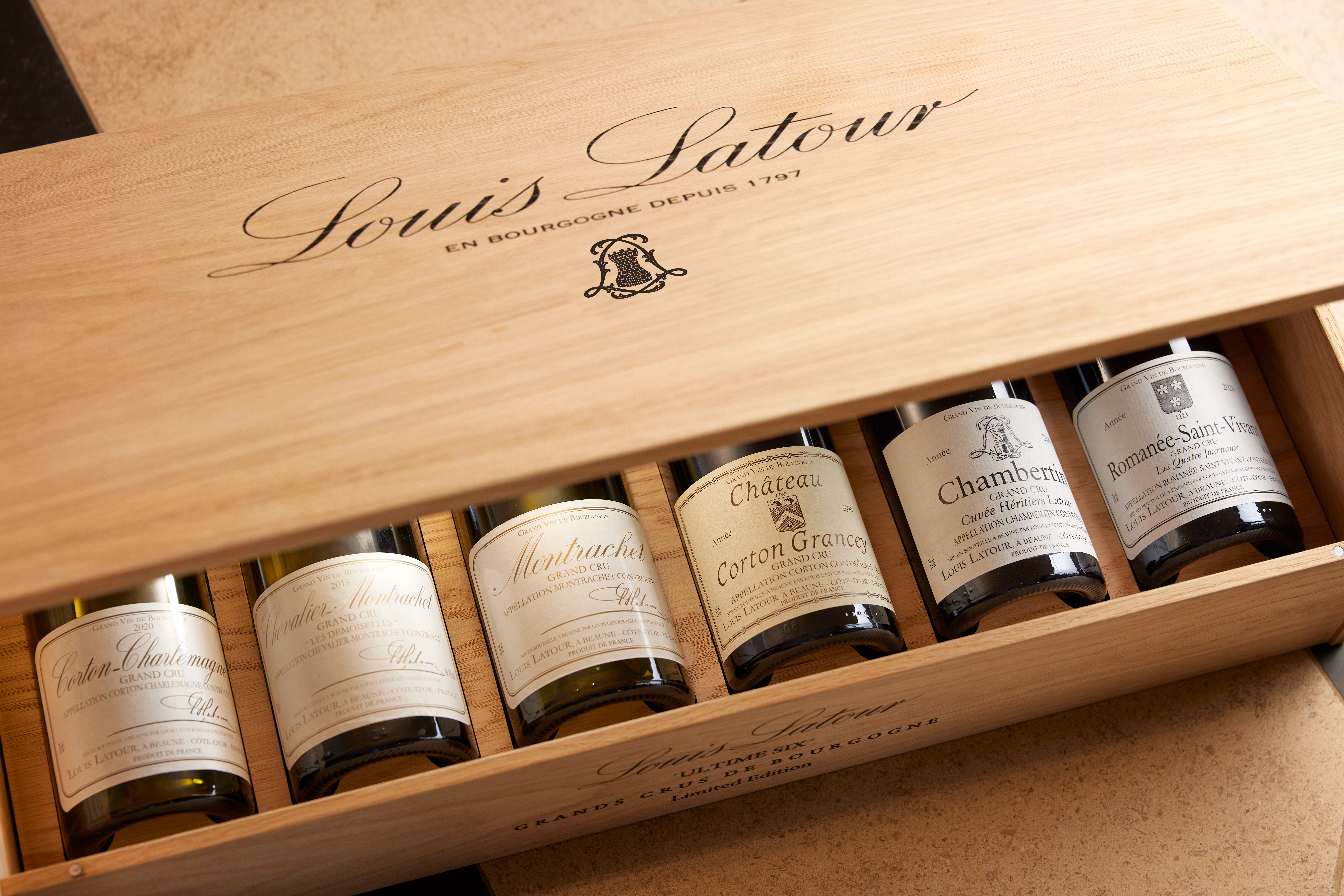
Caisse Ultime Six, Grands Crus de la Maison Louis Latour

#### Corton-Charlemagne
Le Corton-Charlemagne, Grand Cru de la Côte de Beaune provient de la colline de Corton : avec 10,5 hectares, Louis Latour en est le plus grand propriétaire. Les vignes se trouvent au sommet de la Colline de Corton, à côté du fameux « Clos Charlemagne », propriété de l’Empereur Charlemagne jusqu’en 775.
Paradoxalement, c’est la crise la plus grave que le vignoble bourguignon n’ait jamais connue qui donne naissance au Corton-Charlemagne. Effectivement, avant le phylloxera, puceron qui détruit la majorité des vignes en Bourgogne à la fin du XIXe siècle, personne ne s'est intéressé à la qualité de ce sol riche en calcaire au sommet de la colline de Corton. Après la crise du phylloxera à la fin du XIXe siècle, qui détruit une grande partie du vignoble bourguignon, le 7e Louis Latour de la génération décide de planter du Chardonnay à la place de l’Aligoté. En son hommage, sa signature figure encore aujourd’hui sur l’étiquette du Corton-Charlemagne du Domaine. La croix de Charlemagne, donnée par les Hospices de Beaune en 1943 à Louis-Noël Latour, domine le vignoble.

#### Château Corton Grancey
La colline de Corton est connue pour la qualité de son terroir son exposition. La cuvée Château Corton Grancey Grand cru, est seulement produit les meilleures années, il fut créé dans le but d’honorer l’histoire du Domaine. Il s'agit d'un assemblage de cinq Grands Crus de Corton : Les Bressandes, Les Perrières, Les Grèves, Les Chaumes et Le Clos du Roi. Les vins sont vinifiés et élevés séparément, puis les meilleurs fûts sont sélectionnés pour produire la cuvée.
« Grancey » était le nom des derniers propriétaires du château situé sur la rue des Corton avant l’achat de ce bâtiment par la famille Latour en 1891.

#### Chambertin Grand Cru«Cuvée Héritiers Latour»
Grand Cru de la Côte de Nuits, le Chambertin était déjà cultivé au VIIe siècle par les moines de l’Abbaye de Bèze.
À la fin du XIXe siècle, la famille Latour achète 0,81 hectare dans l'appellation Chambertin Grand Cru, constituant une parcelle en un seul tenant, de haut en bas du coteau, plus proche des Latricières-Chambertin que du Clos de Bèze. Le terroir de Chambertin est dû à un phénomène géologique appelé « cône alluvial ». C’est un terroir complexe caractérisé par des sols calcaires marron, qui donne des vins complexes et puissants.

#### Romanée-Saint-Vivant Grand Cru«Les Quatre Journaux»
Grand Cru de la Côte de Nuits, la Romanée-Saint-Vivant porte le nom du prieuré de Saint-Vivant. Les moines furent les premiers à cultiver la vigne autour de Vosne-Romanée.
La famille Latour est propriétaire de 0,8 hectare de Romanée-Saint-Vivant depuis décembre 1898, achetés par le Domaine aux héritiers des familles Marey-Monge et Larey. La parcelle « Les Quatre Journaux » est située au sud-ouest de la Romanée-Saint-Vivant, proche de la Romanée-Conti.

#### Chevalier Montrachet Grand Cru«Les Demoiselles»
La parcelle du Chevalier-Montrachet se trouve juste au-dessus de celle du Montrachet et fait figure d’exception car ses sols bruns sont généralement réservés au Pinot Noir. Or, ils produisent des Chardonnay réputés.
En 1913, le Domaine Latour achète 0,51 hectare de Chevalier-Montrachet à la Veuve de Léonce Bocquet, restaurateur d’une partie du Château du Clos de Vougeot. Cette parcelle s’appelle « Les Demoiselles » en hommage à Adèle et Julie Voillot, les filles d'un général beaunois du début du XIXe siècle, propriétaires de la parcelle et décédées sans s'être mariées.

## Ardèche et Var

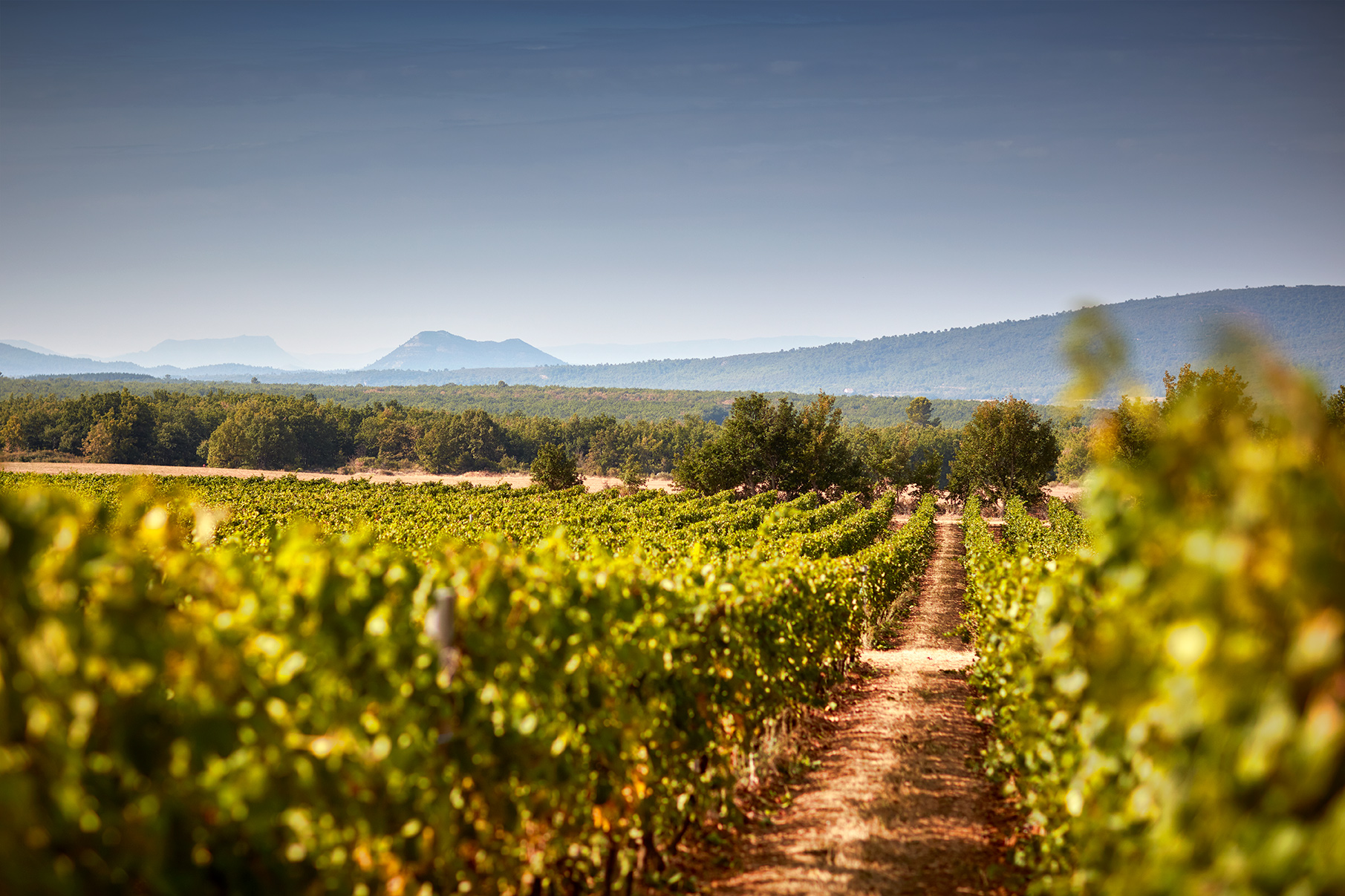
Vignes du Domaine de Valmoissine, Var

En 1979, Louis Latour décide de prospecter en Ardèche, région au terroir argileux et calcaires, pour produire un vin de Chardonnay. Deux cuvées sont produites : l'Ardèche Chardonnay, élevé en cuves inox, et le Grand Ardèche, vinifié et élevé comme un cru de Côte-d'Or : seuls les raisins les plus mûrs sont utilisés, la fermentation et l’élevage ayant lieu dans des fûts de chêne fabriqués par la tonnellerie Louis Latour. Par la suite, le Domaine décide de créer une nouvelle cuvée, le Duet, assemblage de Chardonnay et de Viognier, cépage historique d'Ardèche. Les deux cépages sont vinifiés ensemble. Le Domaine produit également un vin de Viognier, les raisins sont vendangés à la main et le vin vinifié dans la cuverie moderne aux alentours du village d’Alba-la-Romaine.
Le Domaine de Valmoissine : en 1989, Louis Latour décide de planter du Pinot Noir dans le Var avec le but de produire un Pinot Noir qualitatif à un prix abordable. Le Domaine de Valmoissine se situe sur les Coteaux du Verdon, au sud-est de la France, à côté d’Aups. Les vignes sont sur le site d’un ancien monastère, à 500 mètres au-dessus du niveau de la mer, bénéficiant ainsi d’un climat méridional : les journées sont chaudes et ensoleillées et les nuits restent fraîches, ce qui est bénéfique au Pinot Noir. Les raisins sont fermentés en cuves inox ouvertes pendant une courte période de 4-5 jours.